# Президент Мальдівів
Президент Республіки Мальдівських Островів (мальд. ދިވެހިރާއްޖޭގެ ރައީސުލްޖުމްހޫރިއްޔާ) — найвища посадова особа держави Мальдіви. Є одночасно згідно останньої конституції від 7 серпня 2008 р. головою держави, головою уряду і головнокомандувачем збройних сил. Вперше така посада існувала в 1953—1954 рр. , коли Мальдіви ще були володінням В.Британії. До цього і після на Мальдівах існувала монархія (султанат). В 1968 р. Мальдіви були остаточно проголошені республікою.

## Перелік президентів Мальдівів
- 1 січня — 2 вересня 1953 — Насір Агмад Амін Діді
- 2 вересня 1953 — 7 березня 1954 — Ібрагім Мугаммед Діді
- 11 листопада 1968 — 11 листопада 1978 — Ібрагім Насір
- 11 листопада 1978 — 11 листопада 2008 — Момун Абдул Гаюм
- 11 листопада 2008 — 7 лютого 2012 — Мохамед Нашид
- 7 лютого 2012 — 17 листопада 2013 — Могаммед Вагід
- 17 листопада 2013 — 17 листопада 2018 — Абдула Ямін
- 17.11.2018 — 17 листопада 2023 — Ібрагім Мохамед Соліх
- 17.11.2023 — і нині — Мохамед Муїззу